# Антони Малчевски
Анто̀ни Малчѐвски (на полски: Antoni Malczewski, 3 юни 1793 – 2 май 1826) е един от значимите полски поети през периода на Романтизма, станал известен чрез единствената си творба „Мария“ (1825).

## Биография
Малчевски е роден в знатно семейство във Варшава, а посещава училище в Кременец (днешна Украйна), но не завършва. Записва се в армията на Варшавското херцогство, което просъществува за кратко, по време на Наполеоновите войни през 1811. Остава в армията и на Полското царство под управлението на император Александър I. През 1815 г. Малчевски е ранен в крака на дуел през 1816 и поради това напуска армията.
След това прекарва няколко години в пътуване из Западна Европа, оставайки за по-дълго в Париж. Изкачва се на връх Монблан през 1818 г. – първият поляк и осмият човек в света. Извършва първото изкачване на Егюий дю Миди (северната игла – 3795 m) заедно с шестима водачи. През тези години поетът успява да похарчи голяма част от богатството, което е наследил. Завръща се в Полша през 1821 г. и започва да се занимава с писане. Мести се във Варшава през 1824 г., където публикува романа в стихове „Мария“ на свои разноски през 1825 г. Умира на следващата година в нищета и при неизяснени обстоятелства.

## Творби
Славата на Малчевски се дължи най-вече на произведенито „Мария“, публикувано към края на живота му и популяризирано през десетилетието след смъртта му (превод на английски се появява през 1835 г.). Творбата се смята за едно от върховите достижения на полския романтизъм и е изключително повлияна от творчеството на Лорд Байрон, с когото Малчевски се запознава във Венеция по време на своите странствания. Именитият поет е считан за част от „Украинската школа“ в полската поезия. Романът в стихове „Мария“ повлиява на други по-късни полски поети, най-вече на Адам Мицкевич и Джоузеф Конрад.